# Jah Youth
Vous pouvez aider à l'améliorer ou bien discuter des problèmes sur sa page de discussion.
- Il ne cite pas suffisamment ses sources. Vous pouvez indiquer les passages à sourcer avec {{référence nécessaire}} ou {{Référence souhaitée}}, et inclure les références utiles en les liant aux notes de bas de page. (Marqué depuis avril 2024)
- Son contenu est rédigé entièrement ou presque à partir d'une seule source. N'hésitez pas à modifier cet article pour améliorer sa vérifiabilité en apportant de nouvelles références dans des notes de bas de page. (Marqué depuis avril 2024)
- Certaines informations devraient être mieux reliées aux sources mentionnées dans la bibliographie ou les liens externes. Améliorez sa vérifiabilité en les associant par des références. (Marqué depuis avril 2024)

- Archive Wikiwix
- Bing
- Cairn
- DuckDuckGo
- E. Universalis
- Gallica
- Google
- G. Books
- G. News
- G. Scholar
- Persée
- Qwant
- (zh) Baidu
- (ru) Yandex
- (wd) trouver des œuvres sur Wikidata

Derajah, né Deraja Mamby, le 12 avril 1981, est un chanteur de reggae, « grand Bobo Ashanti », ayant grandi dans le ghetto de Wellington à Kingston en Jamaïque.
Il fait partie de la génération des ghetto yout, qui se servent du reggae dans l'espoir de trouver une vie meilleure.

## Biographie
La première apparition de  Derajah se fait sur le 45 tours Righteousness just a flow, tiré à quelques centaines d'exemplaires sur le label Black Roots de Sugar Minott.  Remarqué par Earl «Chinna» Smith, qui lui donnera le surnom Jah Youth,  Derajah intègre le collectif Inna de Yard de Makasound, et signe le titre Well ah oh, qui apparaît sur un album consacré à  Earl «Chinna» Smith, sorti en 2005.
Il co-produit également Who Yeah Yah, morceau qui deviendra sa signature au niveau international.
Son but est de «chanter pour rassembler les gens, et partir loin du diable, de l'horreur… leur ramener la joie quand ils ont faim»[réf. nécessaire]
En 2011, à la suite d'une tournée en Europe,  Derajah rencontre le groupe français Donkey Jaw Bone et il écrit les paroles de l’album « Paris is Burning » sorties sur le label Chapter Two et participe à la composition.
2019 a marqué un tournant avec la sortie du documentaire Inna de Yard: The Soul of Jamaica et de sa Bande originale, suivi par une tournée internationale.